# We Live in Time - Tutto il tempo che abbiamo
We Live in Time - Tutto il tempo che abbiamo (We Live in Time) è un film del 2024 diretto da John Crowley.

## Trama
Il rappresentante della Weetabix Tobias Durand, mentre è fuori ad acquistare una penna per firmare i documenti di divorzio consegnatigli dalla moglie, vaga per strada e viene investito da un'auto guidata da Almut Brühl, una ex pattinatrice artistica diventata chef fusion bavarese. In ospedale, Almut si offre di portare Tobias e sua moglie a cena nel ristorante in cui lavora, anche se Tobias non le rivela il suo divorzio. La sera della cena, Tobias, ora separato, va al ristorante da solo, informando Almut del suo divorzio. I due vanno a casa di Almut dopo cena e fanno sesso. Si trasferiscono insieme poco dopo. Mesi dopo, Tobias esprime ad Almut il suo desiderio di formare una famiglia con lei e che ha iniziato ad innamorarsi di lei. Lei lo respinge bruscamente e lui se ne va senza dire una parola. Più tardi, a un baby shower per una collega di Almut, Tobias si intrufola e si scusa con Almut per la sua fretta, criticando il modo in cui lei gli ha risposto di fronte a tutti gli ospiti. Le dichiara ancora una volta il suo amore e si riconciliano.
Almut scopre di avere un cancro alle ovaie e spiega a Tobias che il suo ginecologo le ha consigliato di sottoporsi a un'isterectomia per prevenire il peggioramento del cancro. Sebbene Tobias intenda rispettare la decisione di Almut, lei sceglie di sottoporsi al trattamento finché il suo cancro non andrà in remissione. Dopo numerosi tentativi successivi di concepire un figlio, Tobias e Almut sono felici quando lei rimane incinta. La notte di Capodanno, dà alla luce una bambina nel bagno di una stazione di servizio dopo che lei e Tobias erano rimasti bloccati nel traffico mentre si recavano in ospedale.
Circa tre anni dopo, Almut, ora chef del suo ristorante di lusso e trasferitasi con la famiglia in un piccolo cottage e fattoria, inizia ad avvertire dolori alla vita. Dal medico, Almut e Tobias apprendono che il suo cancro è avanzato allo stadio 3 e che dovrà iniziare la chemioterapia il prima possibile prima di poter effettuare qualsiasi intervento chirurgico per la rimozione del tumore, sebbene non vi sia ancora alcuna garanzia di sopravvivenza. Almut, esitante a sottoporsi di nuovo al trattamento, propone di vivere "da sei a otto mesi fantastici" invece di trascorrere i suoi potenziali ultimi mesi malata e in preda all'agonia. Spiegano la situazione alla loro giovane figlia, Ella. Dopo che Tobias finalmente le propone di sposarsi, Almut decide di sottoporsi al trattamento. Più o meno nello stesso periodo della diagnosi, Almut viene invitata dal suo collega Simon a partecipare al Bocuse d'Or, una prestigiosa competizione di cucina. Nonostante il suo allenamento sia in conflitto sia con i suoi trattamenti che con il suo matrimonio, accetta di gareggiare; Almut e la sua commis Jade vincono le selezioni del Regno Unito e raggiungono la finale, che si svolge in Italia il giorno della cerimonia di matrimonio proposta da Almut e Tobias. Dopo averlo scoperto, Tobias la rimprovera con rabbia per aver scelto la competizione rispetto alla sua vita e alla sua famiglia, e Almut risponde che preferirebbe che sua figlia la ricordasse come una chef provetta piuttosto che come qualcuno che ha visto ammalarsi e morire. Lui annulla a malincuore il loro matrimonio e accetta con Almut di continuare ad allenarsi per le finali.
In Italia, a giugno, Tobias ed Ella partecipano alle finali del Bocuse d'Or e guardano Almut cucinare. Mentre lei diventa più debole, iniziando a vacillare alla fine dell'impiattamento dell'ultimo piatto, lascia che Jade prenda il controllo e finiscono con successo in tempo. Almut se ne va subito dopo con Tobias e la figlia e vanno a pattinare in una vicina pista di pattinaggio.
Qualche tempo dopo, Tobias ed Ella tornano a casa dal loro pollaio da soli insieme al loro nuovo cane, che Almut e Tobias avevano pensato di prendere per Ella per aiutarla psicologicamente nel caso in cui sua madre morisse. Tobias insegna poi alla figlia come rompere un uovo, proprio come sua madre aveva insegnato a lui.

## Produzione
Nel marzo 2023 è stato annunciato che Florence Pugh ed Andrew Garfield avrebbero recitato in un film diretto da John Crowley. Le riprese sono iniziate a Londra il mese successivo.

## Promozione
Il primo trailer è stato diffuso il 10 luglio 2024.

## Distribuzione
Il film è stato presentato in anteprima assoluta il 6 settembre 2024 al Toronto International Film Festival ed è stato distribuito nelle sale nordamericane l'11 ottobre. In Italia, inizialmente previsto da Lucky Red per il 28 novembre 2024, è uscito il 6 febbraio 2025 per uniformarlo alle uscite in Europa.

## Accoglienza

### Incassi
Il film ha incassato 24692924 $ in Nord America e 32773710 $ nel resto del mondo, per un totale di 57466634 $. In Italia ha incassato 1338664 €.

### Critica
Su Rotten Tomatoes 227 critici esprimono un gradimento del 79%, su Metacritic il voto medio di 47 critici è 59/100.